# Кетоконазол
Кетоконазол је антимикотик из групе деривата азола. Хемијски, то је структурни дериват 1H-имидазола. Синтетско је и високо липофилно антифунгално средство погодно како за пероралну тако и за топикалну примену. На тржишту је примарно доступан у облику 2% или 1% шампона (Nizoral®, ®, ®) и генеричких таблета.

## Механизам деловања
Кетоконазол је инхибитор ензима 14α-деметилазе укљученог у биосинтезу ергостерола, важног конституента ћелијске мембране гљивица. Инхибиција овог ензима има за последицу уграђивање метилованих аналога ергостерола у ћелијску мембрану, што доводи до промене у њеним физичкохемијским особинама, повећање пермеабилитета и дисфункције неких транспортних система. Коначан учинак је фунгицидан.
Сличан ензимски систем функционише и у оквиру ћелија сисара (биосинтеза холестерола), па се кетоконазол делимично укључује и у сличне процесе у људским ћелијама. Ипак, тај степен је готово занемарљив, јер кетоконазол показује 1.000 пута већи афинитет према ензиму присутном код гљивица.
Кетоконазол реагује и са другим цитохром П450 ензимима, неке од којих инхибира док су други укључени у његов метаболизам. Ово често условљава интеракције са бројним лековима код системске примене. Између осталог, кетоконазол реверзибилно инхибира синтезу тестостерона. Ово споредно антиандрогено дејство показало се ефикасним у неким клиничким студијама као мера превенције ерекције у постоперативном току код пацијената који су били подвргнути хируршкој интервенцији над пенисом. Кетоконазол споредно инхибира и синтезу глукокортикоида. Већина производа биотрансформације кетоконазола, са изузетком N-деацетилованог метаболита, је инактивно.

## Примена
Перорално примењен, кетоконазол се апсорбује само из јако киселе средине, као што је она у желуцу. Антациди и друга средства која повећавају  желудачне средине знатно смањују биорасположивост кетоконазола, па се не смеју истовремено примењивати. Међутим, због непожељног профила безбедности, и са појавом селективнијих и мање токсичних системских антимикотика као што су итраконазол и флуконазол, системска примена кетоконазола је у већој мери напуштена. Још увек се релативно често користи у профилакси и лечењу дерматомикоза код имунокомпромитованих. Иако се на животињским моделима кетоконазол показао као тератоген, друге студије указују да његова примена током трудноће не условљава статистички значајно повећање учесталости урођених абнормалитета.
Ширу примену кетоконазол има као локални антимикотик, у виду шампона или лосиона. Примарно делује против врсте Candida albicans и других врста из тог рода, има релативно широк антимикотички спектар, али је слабо ефикасан против родова Aspergillus и Cryptococcus. Описана је и резистенција на кетоконазол.
У Сједињеним државама, шампон се у концентрацији од 2% издаје само на лекарски рецепт; јачина од 1% доступна је без рецепта (over-the-counter).